# Henri Auguste Duval
Henri-Auguste Duval (28. dubna 1777 Alençon – 16. března 1814 Paříž) byl francouzský lékař a botanik.

## Život a kariéra
Henri-Auguste Duval studoval medicínu na pařížské univerzitě. Proslavil se katalogem Plantae succulentae in horto Alenconio. Byly zde poprvé popsány rody Gasteria, Haworthia a Ligularia.
Roku 1813 zveřejnil dodatek k práci J.D. Duponta Double flore parisienne ou description de toutes les espèces qui croissent naturellement aux environs de Paris.
Adrian Hardy Haworth po něm pojmenoval rostlinný rod Duvalia z čeledi Apocynaceae a jeho jméno nese i rod Duvaliandra z čeledi Asclepiadaceae.

## Dílo
- Démonstrations botaniques, ou analyse du fruit, considéré en général, Paříž, 1808
- Essai sur le pyrosis ou fer-chaud, Paříž, 1809
- Plantae succulentae in horto Alenconio, Paříž, 1809
- Supplément contenant toutes les plantes nouvelles à l'ouvrage de J.D. Dupont, Paříž, 1813